# Штеренберг, Фиалка Давидовна
Фиалка (Виолетта) Давидовна Штеренберг (9 августа 1908, Париж — 11 декабря 1995, Москва) — советский, российский художник, искусствовед, историк искусства, преподаватель. Член Союза художников СССР.

## Биография
Родилась в семье живописца Давида Петровича Штеренберга и Надежды Давидовны Штеренберг (1891—1979). С детства увлекалась рисованием. В 1928 году окончила ВХУТЕИН.
В 1982 году в Москве состоялась выставка живописи и графики Фиалки Штеренберг в помещении Государственной Третьяковской галерее.
Умерла в 1995 году. Похоронена на Ваганьковском кладбище (23 уч.).

## Семья
- Первый муж — Теодор Соломонович Гриц (1905—1959), писатель, литературовед, театровед и театральный критик.
- Второй муж — Валерий Сергеевич Алфеевский (1906—1989), художник-график.
- Брат — Давид Давидович Штеренберг (29 декабря 1931 — 30 января 2014), график, живописец, член Союза художников СССР.
- Брат (по отцу) — Владимир Иосифович Векслер, физик-экспериментатор[7].
- Дядя — Абрам Петрович Штеренберг (1894—1979), фотожурналист и фотохудожник[8].